# Distretto di Lenino
Il distretto di Lenino (in russo Ленинский район?, Leninskij rajon; in ucraino Ленінський район?; in tataro: Yedi Quyu rayonı) è un rajon appartenente de jure alla Repubblica autonoma di Crimea e de facto alla Repubblica di Crimea con 62.924 abitanti al 2013. Il capoluogo è Lenino.

## Geografia antropica
Il distretto è suddiviso in una città, due insediamenti urbani e 24 insediamenti rurali con 64 villaggi.

### Città
- Ščolkine

### Insediamenti di tipo urbano
- Baherove
- Lenino

## Popolazione
I dati demografici aggiornati secondo il censimento del 2001 registravano:
|                  | Etnie, Numero abitanti | Percentuale su popolazione |
| Russi            | 38.168                 | 54,8                       |
| Ucraini          | 15.950                 | 22,9                       |
| Tatari di Crimea | 10.784                 | 15,5                       |
| Bielorussi       | 892                    | 1,3                        |
| Tatari           | 324                    | 0,5                        |
| Armeni           | 311                    | 0,4                        |
| Moldavi          | 205                    | 0,3                        |
| Usbechi          | 132                    | 0,2                        |
| Greci            | 124                    | 0,2                        |
| Tedeschi         | 110                    | 0,2                        |